# Albert Medal
De Albert Medal, in het Engels "Albert Medal for Lifesaving" geheten, is een hoge Britse onderscheiding voor het redden van mensenlevens. De medaille werd ook in het Britse Rijk en het Gemenebest toegekend.
De medaille wordt sinds 1971 niet meer verleend en is in de praktijk vervangen door het George Cross.

## Geschiedenis
De medaille werd op 7 maart 1866 door Koningin Victoria van het Verenigd Koninkrijk ingesteld. Zij noemde de medaille naar haar overleden gemaal Prins Albert van Saksen Coburg. In eerste instantie werd de medaille voor het redden van levens op zee toegekend, na 1877 werd een Albert Medal met een afwijkende kleur emaille en een ander lint ingesteld om het redden van levens op land te kunnen belonen.
Vanaf het begin is de medaille alleen bedoeld geweest voor het redden van mensen uit levensgevaar terwijl de redder zelf ook een groot risico liep om om te komen. De gouden medaille werd alleen toegekend wanneer de reddingsactie zo gevaarlijk was dat men het als redder waarschijnlijk niet zou overleven.
De medaille voor het redden van levens op zee werd in 1867 verdeeld in twee graden; de gouden "Albert Medal, First Class" en de bronzen "Albert Medal, Second Class". De dragers mochten de letters "A.M." achter hun naam plaatsen. De medailles voor het redden van levens op land kregen eveneens twee graden.
De Lord Commissioners van de Koninklijke Marine kregen de taak om voordrachten te doen, later kreeg de First Lord of the Treasury, de Britse premier, het recht om voordrachten te doen voor de medaille voor het redden van levens op land.
In 1907 werd de Edward Medal ingesteld voor het redden van levens in mijnen, later ook in de industrie. De Albert Medal werd daarmee minder belangrijk.
In 1917 werd de Medaille van de Orde van het Britse Rijk voor Dapperheid, de British Empire Medal for Gallentry ingesteld. De koning wijzigde daarop de naam van de graden van de Albert Medal.
- De Albert Medal Eerste Klasse werd "Albert Medal in gold"
- De Albert Medal Tweede Klasse werd "Albert Medal".

In 1949, na de stichting van het George Cross werd besloten dat de gouden medaille niet langer zou worden toegekend. De bronzen medaille zou alleen nog postuum worden verleend. In 1971 werd de 64 nog levende dragers van de Albert Medal en de dragers van de Edward Medal gelegenheid geboden om hun medaille in te leveren in ruil voor een George Cross. Vijftien dragers van de Albert Medal zagen daarvan af.

## De medailles
De naar de victoriaanse smaak vormgegeven gouden medaille is een sieraad, eigenlijk een medaillon, waarin de verstrengelde gouden initialen van Victoria en Albert binnen een dichtgegespte kousenband met de opschrift "FOR GALLANTRY IN SAVING LIFE AT SEA" of "FOR GALLANTRY IN SAVING LIFE ON LAND" op een blauwe of rode ondergrond, rood voor het redden van levens op het land, onder een beugelkroon zijn geplaatst. In de initialen van de medailles voor het redden van levens op zee is een anker opgenomen.
De gouden medailles waren in de eerste jaren van verguld brons. Later werden massief gouden medailles uitgereikt. De bronzen medailles waren van brons.
Op de keerzijde staat een inscriptie. Die verschilt van geval tot geval maar "PRESENTED IN THE NAME OF HER MAJESTY", "PRESENTED IN THE NAME OF HIS MAJESTY", "PRESENTED BY HIS MAJESTY", AWARDED BY HIS MAJESTY" en "AWARDED BY THE KING" komen voor in combinatie met de rang, de naam en de omstandigheden van de toekenning. Soms wordt vermeld dat de gedecoreerde zijn leven tijdens het redden heeft verloren.
Het lint van de medailles voor het redden van levens op zee was tot 1867 opvallend smal en blauw met twee brede witte strepen. De hervorming van 1867 voerde bredere blauwe linten en rode linten, ieder met vier witte strepen, in. De rode linten waren voor de dragers van de medaille voor het redden van levens op land gedacht.
De rode en blauwe kleur was emaille.
Men droeg de medaille vóór 1905 daar waar het het beste uitkwam. In 1905 stelde de Army Order No. 196 vast dat de Albert Medal na de Orde van Sint Jan zou moeten worden gedragen. Er is nooit een bepaling geweest over op het lint gedragen gespen bij een tweede verlening van deze medaille. Het is ook niet voorgekomen dat iemand tweemaal de Albert Medal kreeg opgespeld.
De medailles werden ook als miniatuur op een rokkostuum gedragen. Het lint werd als baton op uniformen bevestigd.

## Verleningen
De medailles werden zelden toegekend. Abbott en Tamplin noemen de volgende aantallen
- 24 maal de Albert Medal Eerste Klasse of "Albert Medal in gold" voor het redden van mensenlevens op zee.
- 209 maal de Albert Medal Tweede Klasse of "Albert Medal" voor het redden van mensenlevens op zee.

- 45 maal de Albert Medal Eerste Klasse of "Albert Medal in gold" voor het redden van mensenlevens op land
- 282 maal de Albert Medal Tweede Klasse of "Albert Medal" voor het redden van mensenlevens op land[5]

De medailles waren ten tijde van de Tweede Wereldoorlog al in onbruik geraakt. In de jaren na 1920 werd een enkele gouden medaille verleend binnen de Koninklijke Marine. In de Tweede Wereldoorlog werden drie gouden medailles verleend binnen de Koninklijke Marine. De laatste gouden medaille voor het redden van levens op land werd in de jaren tussen 1920 en 1939 toegekend.
Het aantal bronzen medailles dat werd uitgereikt nam na de Eerste Wereldoorlog scherp af. In de periode 1919 - 1939 werden 31 bronzen medailles voor het redden van levens op zee toegekend, het leger kreeg drie medailles en 15 medailles werden binnen de luchtmacht toegekend. Vijftien medailles voor het redden van levens op zee en 13 medailles voor het redden van levens op land werden in die periode aan burgers verleend. In de Tweede Wereldoorlog werden maar 24 medailles in de marine en 9 medailles aan zeevarende burgers toegekend. Het leger kreeg geen Albert Medailles meer maar drie burgers mochten nog een bronzen medaille voor het redden van levens op land ontvangen.
Na 1945 werden nog 35 bronzen medailles aan de marine, 18 medailles aan de koopvaardij en 13 medailles in de industrie verleend. De opgaven van het aantal medailles verschilt enigszins, sommige bronnen geven iets andere aantallen.